# واتش موجو
واتش موجو (بالإنجليزية: WatchMojo)‏ هي شركة نشر وإنتاج فيديو كندية، تأسس في 23 يناير 2006 وتعتبر من أكبر القنوات على اليوتيوب  حيث لديها أكثر من 13 مليار مشاهدة مجمعة.